# Junior Coaster

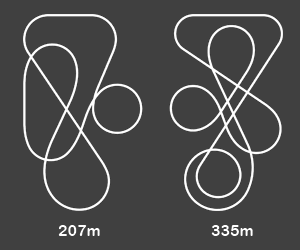
207m- (links) und 335m-Layout (rechts)

Der Junior Coaster (englisch ‚Kinderachterbahn‘) oder auch Rollerskater genannt, ist ein seit 1991 gebautes Achterbahnmodell des niederländischen Herstellers Vekoma. Er existiert in vier verschiedenen Typen: Junior Coaster 85m, Junior Coaster 207m, Junior Coaster 335m und Junior Coaster Custom, wobei die Version mit 207 Metern Strecke die bekannteste ist. Der Junior Coaster wurde 115 Mal ausgeliefert.

## Der Zug
Der Junior-Coaster-Zug ist mit acht Wagen bestückt. Pro Wagen können zwei Personen Platz nehmen.

## Achterbahntypen
Es gibt verschiedene Layouts des Junior Coaster, die bekanntesten sind hier aufgelistet.

### Junior Coaster 85m

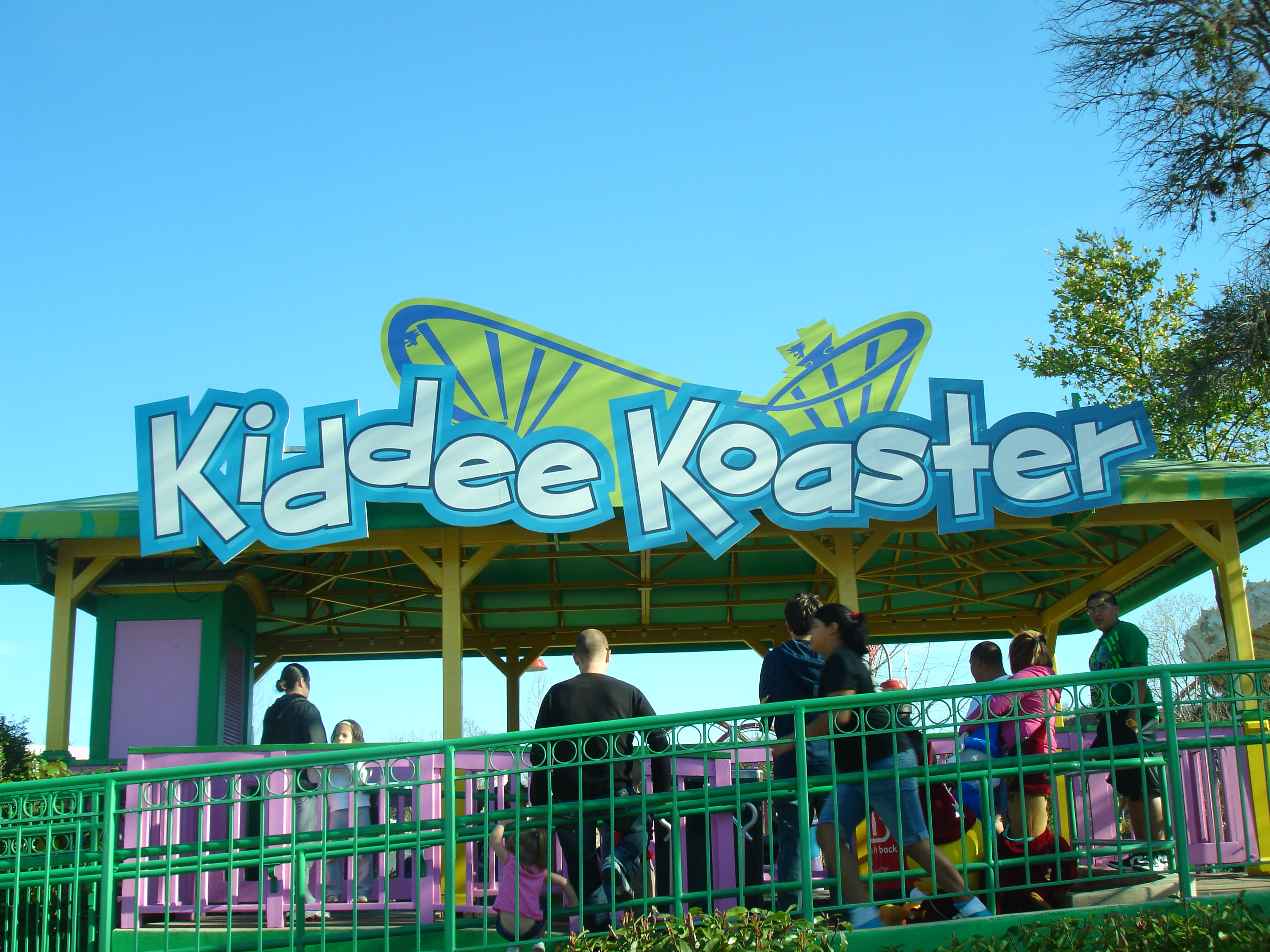
Kiddiee Koaster

Vom Junior Coaster 85m wurden nur zwei Anlagen installiert. Das Layout gleicht dem des Tivoli (Small) der Firma Zierer.
| Name            | Freizeitpark               | Eröffnung | Schließung | Land               |
| --------------- | -------------------------- | --------- | ---------- | ------------------ |
| Kiddiee Koaster | Six Flags Fiesta Texas     | 1992      |            | Vereinigte Staaten |
| Mini Mine Train | Window on China Theme Park | 1993      |            | Taiwan             |

### Junior Coaster 207m
Der erste Junior Coaster 207m eröffnete 1991 im Rasti-Land bei Salzhemmendorf. Das Layout wurde 27 Mal ausgeliefert. Die Höhe beträgt 8 m, die Streckenlänge 207 m.
| Name                                      | Freizeitpark                                        | Eröffnung    | Schließung        | Land                                    |
| ----------------------------------------- | --------------------------------------------------- | ------------ | ----------------- | --------------------------------------- |
| Achterbahn                                | Rasti-Land                                          | 1991         |                   | Deutschland                             |
| Backyardigans: Mission to Mars            | Movie Park Germany                                  | 1996         |                   | Deutschland                             |
| Chip & Dale’s Gadget Coaster              | Disneyland                                          | 1993         |                   | Vereinigte Staaten                      |
| Crazy Cab Coaster Coaster                 | Trans Studio Mini (Balikpapan) Wonderland           | 2016 1996    | 2014              | Indonesien Vereinigte Arabische Emirate |
| Crazy Cab Coaster Go Go Coaster           | Trans Studio Mini (Tegal) Chiba Zoological Park     | 2016 2000    | 2014              | Indonesien Japan                        |
| Crazy Taxi Coaster Kumdori Coaster        | Kid City Kumdori Land                               | 2016 1993    | 2012              | Indonesien Südkorea                     |
| Crazy Taxi India Mini Mine Train          | Trans Studio Mini Pleasure Island Family Theme Park | 2019 1993    | 2016              | Indonesien Vereinigtes Königreich       |
| Déval'Train                               | Parc des Combes                                     | 2003         |                   | Frankreich                              |
| Gadget's Go Coaster                       | Tokyo Disneyland                                    | 1995         |                   | Japan                                   |
| Jul's RollerSkates                        | Julianatoren                                        | 1993         |                   | Niederlande                             |
| Junior Roller Coaster                     | Tokushima Familyland                                | 1998         |                   | Japan                                   |
| Maximus                                   | Crealy Adventure Park                               | 2000         |                   | Vereinigtes Königreich                  |
| Merlin's Revenge                          | Castle Park                                         | 2001         |                   | Vereinigte Staaten                      |
| Navel Coaster Roller Skate Coaster        | Shibukawa Skyland International Dream Exchange Fair | 1998 1997    | 1997              | Japan                                   |
| Ocean Train Coaster                       | VinWonders                                          | 2015         | zw. 2020 und 2022 | Vietnam                                 |
| Oryx Express / اكسبرس اوريكس              | Doha Quest                                          | 1. Juli 2022 |                   | Katar                                   |
| Outpost Express                           | Wild Adventures                                     | 2000         |                   | Vereinigte Staaten                      |
| Pinestar                                  | Porto Europa                                        | 1998         |                   | Japan                                   |
| Road Runner Express Road Runner's Express | Six Flags Magic Mountain Six Flags New Orleans      | 2011 2000    | 2005              | Vereinigte Staaten                      |
| Roller Skater                             | Enchanted Kingdom                                   | 1995         |                   | Philippinen                             |
| Roller Skater                             | Kentucky Kingdom                                    | 1994         |                   | Vereinigte Staaten                      |
| Roller Skater unbekannter Name            | Kijima Kogen Tokiwa Park                            | 2000 1997    | 2000              | Japan                                   |
| Sprocket Rockets                          | Six Flags Great America                             | 1998         |                   | Vereinigte Staaten                      |
| Superman Kripton Coaster                  | Six Flags Mexico                                    | 1993         |                   | Mexiko                                  |
| Svalbard Ekspressen                       | Kongeparken                                         | 2000         |                   | Norwegen                                |
| Tami-Tami                                 | Port Aventura                                       | 1998         |                   | Spanien                                 |
| Wally Whales Deep Dive Adventure          | Farglory Ocean Park                                 | 2002         |                   | Taiwan                                  |
| Woody Woodpecker's Nuthouse Coaster       | Universal Studios Florida                           | 1999         |                   | Vereinigte Staaten                      |

### Junior Coaster 247m
Vom Junior Coaster 247m wurden 29 Anlagen installiert. Ein Großteil dieser Anlagen befindet sich in Indonesien.
| Name                            | Freizeitpark                                             | Eröffnungsjahr | Schließungsjahr | Land                         |
| ------------------------------- | -------------------------------------------------------- | -------------- | --------------- | ---------------------------- |
| CrazyCab Coaster Roller Coaster | Kid City (Central Jakarta) Chariots Entertainment Centre | 2015 2001      | 2008/2009       | Indonesien Südafrika         |
| Crazy Cab Coaster               | Kid City (South Tangerang)                               | 2017           |                 | Indonesien                   |
| Crazy Cab Coaster               | Trans Studio Mini (Kartosuro)                            | 2017           |                 | Indonesien                   |
| Crazy Cab Coaster               | Trans Studio Mini (Kubu Raya)                            | 2018           |                 | Indonesien                   |
| Crazy Cab Coaster               | Trans Studio Mini (Mataram)                              | 2017           |                 | Indonesien                   |
| Crazy Cab Coaster               | Trans Studio Mini (Padang)                               | 2017           |                 | Indonesien                   |
| Crazy Cab Coaster               | Trans Studio Mini (Palembang)                            | 2017           |                 | Indonesien                   |
| Crazy Cab Coaster               | Trans Studio Mini (Pekanbaru)                            | 2017           |                 | Indonesien                   |
| Crazy Cab Coaster               | Trans Studio Mini (Surabaya)                             | 2017           |                 | Indonesien                   |
| Crazy Coaster                   | Trans Studio Mini (Manado)                               | 2017           |                 | Indonesien                   |
| Crazy Taxi Coaster              | Kid City (Depok)                                         | 2017           |                 | Indonesien                   |
| Crazy Taxi Coaster              | Trans Studio Mini (Bandar Lampung)                       | 2017           |                 | Indonesien                   |
| Crazy Taxi Coaster              | Trans Studio Mini (Bandung)                              | 2017           |                 | Indonesien                   |
| Crazy Taxi Coaster              | Trans Studio Mini (Banjarmasin)                          | 2018           |                 | Indonesien                   |
| Crazy Taxi Coaster              | Trans Studio Mini (Bogor)                                | 2018           |                 | Indonesien                   |
| Crazy Taxi Coaster              | Trans Studio Mini (Cirebon)                              | 2017           |                 | Indonesien                   |
| Crazy Taxi Coaster              | Trans Studio Mini (Jambi)                                | 2019           |                 | Indonesien                   |
| Crazy Taxi Coaster              | Trans Studio Mini (Malang)                               | 2019           |                 | Indonesien                   |
| Crazy Taxi Coaster              | Trans Studio Mini (Semarang)                             | 2017           |                 | Indonesien                   |
| Crazy Taxi Coaster              | Trans Studio Mini (Sidoarjo)                             | 2017           |                 | Indonesien                   |
| Crazy Taxi Coaster              | Trans Studio Mini (Sleman Regency)                       | 2017           |                 | Indonesien                   |
| Crazy Taxi India                | Trans Studio Mini (Jember)                               | 2018           |                 | Indonesien                   |
| Crazy Taxi India                | Trans Studio Mini (Pangkal Pinang)                       | 2019           |                 | Indonesien                   |
| Crazy Taxi India                | Trans Studio Mini (Tasikmalaya)                          | 2019           |                 | Indonesien                   |
| Frida                           | Energylandia                                             | 2019           |                 | Polen                        |
| Mermaid Ride                    | Hossoland                                                | 27. Juni 2025  |                 | Polen                        |
| Rookie Racer                    | Six Flags St. Louis                                      | 2023           |                 | Vereinigte Staaten           |
| Taxi Mania                      | BLVD World                                               | 2022           |                 | Vereinigte Arabische Emirate |
| Yan Coaster / Յան Քոսթեր        | Yerevan Park                                             | 2021           |                 | Armenien                     |
| unbekannter Name                | Trans Studio Mini (Kupang)                               | 2018           |                 | Indonesien                   |

### Kalypso
Im Jahr 2022 wurde eine neue Modell-Serie vorgestellt, die Kalypso-Serie gehört (ehm. 254m) zu den großen Modelle und wurde erstmals in Emerald Park ausgeliefert und fährt unter den Namen Dino Dash. Die Achterbahn beträgt wie die Modell-Serie 254 Meter Schienenlänge und erreicht eine Höhe von rund 11,7 Meter, somit erreicht der gesamte Zug eine Spitzengeschwindigkeit von cr. 46 km/h. Auf der gesamte Strecke wird ein Zug eingesetzt, der eine Zug hat 10 Wagen, pro Wagen können 2 Fahrgäste Platz nehmen, somit erreicht die Bahn eine Kapazität von rund 791 Fahrgäste pro Stunde.
| Name              | Freizeitpark         | Eröffnung      | Schließung | Land                |
| ----------------- | -------------------- | -------------- | ---------- | ------------------- |
| Dino Dash         | Emerald Park         | 9. April 2022  |            | Irland              |
| Honey Harbour     | Energylandia         | 27. April 2023 |            | Polen               |
| Pine Tree Rocket  | Fantawild Wonderland | 18. Juli 2023  |            | Volksrepublik China |
| Wild West Coaster | Winnoland            | 2025           |            | Frankreich          |

### Horus
Ein weiteres neues Modell der Junior Coaster wurde im Jahr 2024 in Betrieb genommen. Im US-amerikanischen Park Santa's Village war der erste Lieferant der Serie. Auf eine Höhe von rund 12,5 Metern und eine länge von 350 Metern erreicht der Zug eine Geschwindigkeit von insgesamt 40 km/h.
| Name             | Freizeitpark           | Eröffnung     | Schließung | Land               |
| ---------------- | ---------------------- | ------------- | ---------- | ------------------ |
| Izari's Flight   | BON Luxury Theme Park  | 2024          |            | Mexiko             |
| Midnight Flyer   | Santa's Village        | 17. Juni 2024 |            | Vereinigte Staaten |
| Thor             | Hossoland              | 27. Juni 2025 |            | Polen              |
| Twilight Express | Six Flags Qiddiya City | 2025          |            | Saudi-Arabien      |
| unbekannt        | Cacau Park             | 2027          |            | Brasilien          |

### Junior Coaster 335m

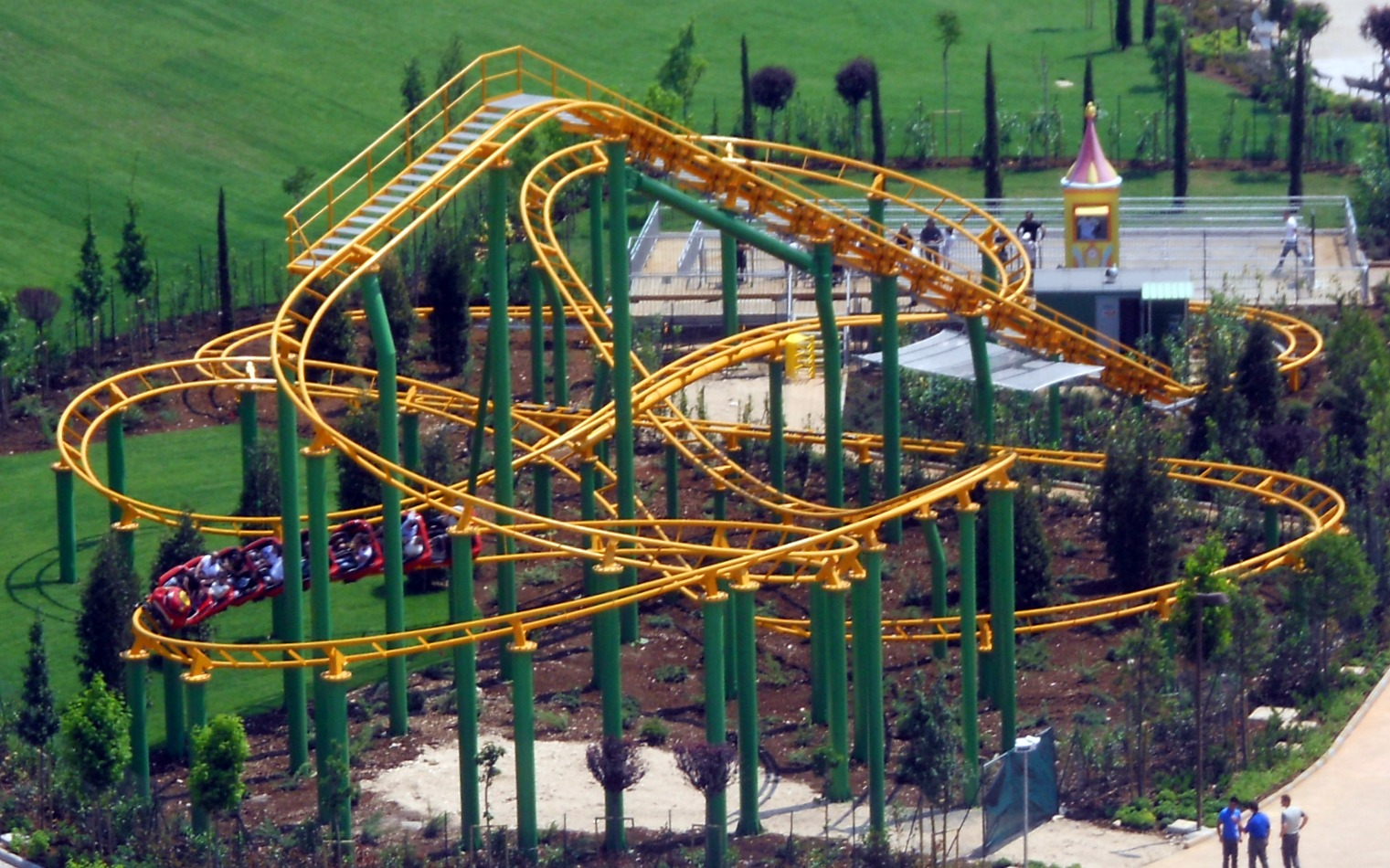
Dune in MagicLand

Der Junior Coaster 335m ist die längste Achterbahn vom Typ Junior Coaster. Die Achterbahn ist eine abgewandelte Form des Junior Coaster 207m. Die Höhe beträgt 14 m und die Streckenlänge 335 m.
Es wurden 29 Anlagen ausgeliefert.
| Name                                  | Freizeitpark                             | Eröffnung       | Schließung | Land                   |
| ------------------------------------- | ---------------------------------------- | --------------- | ---------- | ---------------------- |
| Delfinexpressen                       | Kolmården                                | 2009            |            | Schweden               |
| Dune                                  | MagicLand                                | 2011            |            | Italien                |
| Enchanted Airways                     | Universal Studios Singapore              | 2010            |            | Singapur               |
| Energuś                               | Energylandia                             | 2015            |            | Polen                  |
| Family Coaster                        | Dream Park                               | 1998            |            | Ägypten                |
| Flight of the Hippogriff              | Islands of Adventure                     | 2000            |            | Vereinigte Staaten     |
| Flight of the Hippogriff              | Universal Studios Japan                  | 2014            |            | Japan                  |
| Frontline Charge / 火线 追击          | Glourious Orient                         | 1. Juli 2022    |            | Volksrepublik China    |
| Coaster Blu Innovative Roller Coaster | Tetysblu Theme Park Innovative Film City | Juli 2021 2009  | 2020       | Kasachstan Indien      |
| Junior Coaster                        | Gero land                                | 1997            |            | Ägypten                |
| K3 Roller Skater                      | Plopsaland Belgium                       | 1990            |            | Belgien                |
| Little Rattler                        | Leofoo Village Theme Park                | 1993            |            | Taiwan                 |
| Mine Express                          | Lihpao Land                              | 2001            |            | Taiwan                 |
| Mine-Expressen                        | Fårup Sommerland                         | 1992            |            | Dänemark               |
| Mine Train                            | Attractiepark Slagharen                  | 2001            |            | Niederlande            |
| Mine Train Coaster                    | Dragon Park                              | 2017            |            | Vietnam                |
| Pine Tree Rocket                      | Oriental Heritage (Hubei)                | 12. August 2019 |            | Volksrepublik China    |
| Pine Tree Rocket / 飞跃狗熊岭         | Oriental Heritage (Mianyang)             | 17. Juli 2020   |            | Volksrepublik China    |
| Rakevet Harim Hadasha / רכבת הרים     | Luna Park Tel Aviv                       | 2010            |            | Israel                 |
| Rhino Coaster                         | West Midland Safari Park                 | 1992            |            | Vereinigtes Königreich |
| Road Runner Rollercoaster             | Warner Bros. Movie World                 | 2000            |            | Australien             |
| Rolling Hills                         | Turkmenbashi Fairy Tale World            | 2006            |            | Turkmenistan           |
| Silver Mountain Bushwhacker           | Mer de Sable Ratanga Junction            | 2021 1998       | 2018       | Frankreich Südafrika   |
| Western-Expressen Family Adventure    | TusenFryd Mirabilandia                   | 2012 2001       | 2011       | Norwegen Italien       |
| Woodstock Express                     | Cedar Point                              | 1999            |            | Vereinigte Staaten     |
| Unbekannter Name                      | Attrapark                                | 2019            |            | Russland               |
| Unbekannt                             | Fantawild (Henan)                        | -               | 2017       | Volksrepublik China    |
| unbekannter Name                      | Landora Temalı Park                      | 2011            | 2011       | Türkei                 |
| unbekannter Name                      | Qingdao International Beer City          | 1998            | 2010       | Volksrepublik China    |

### Junior Coaster Custom

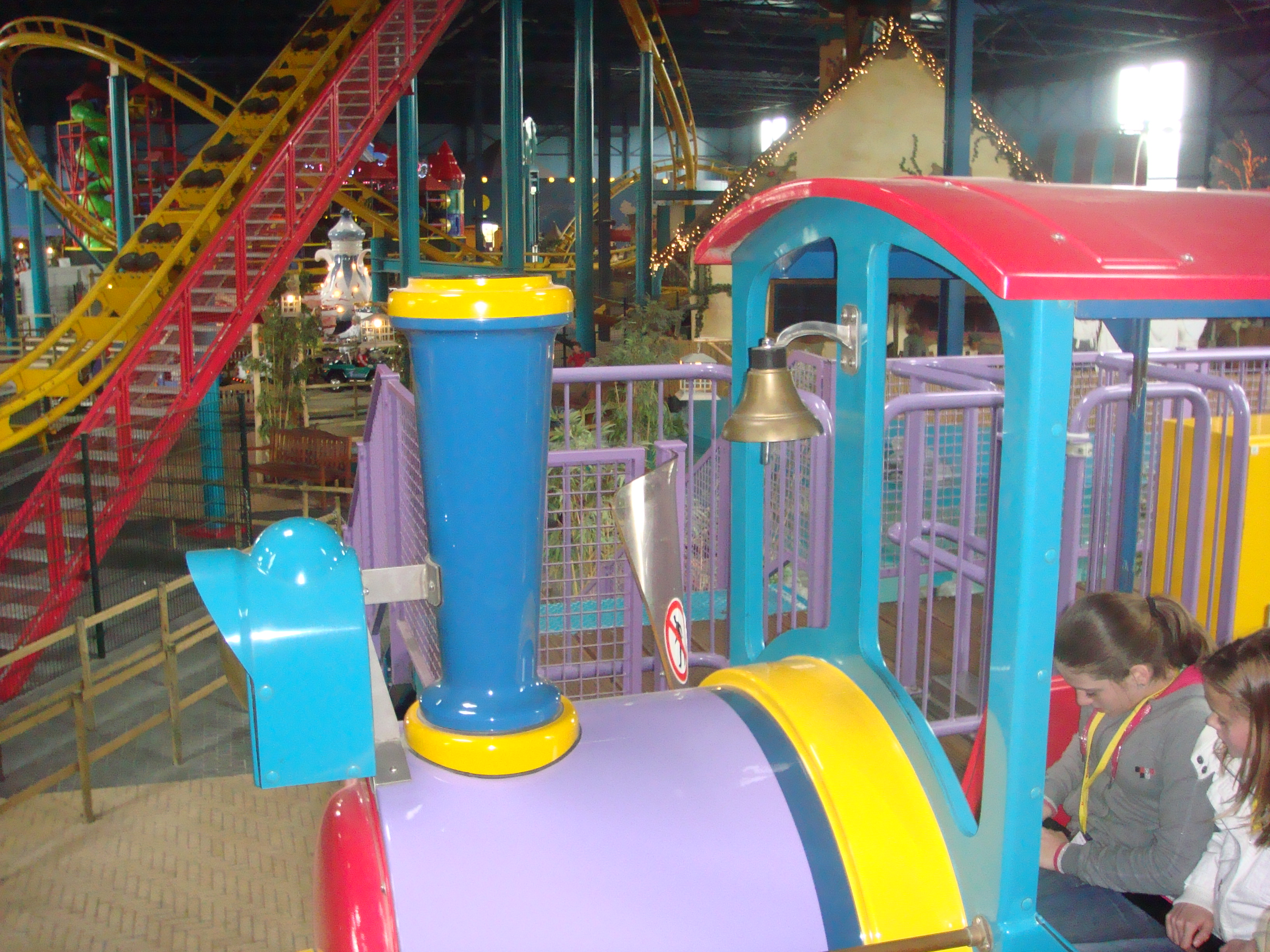
Toos Express

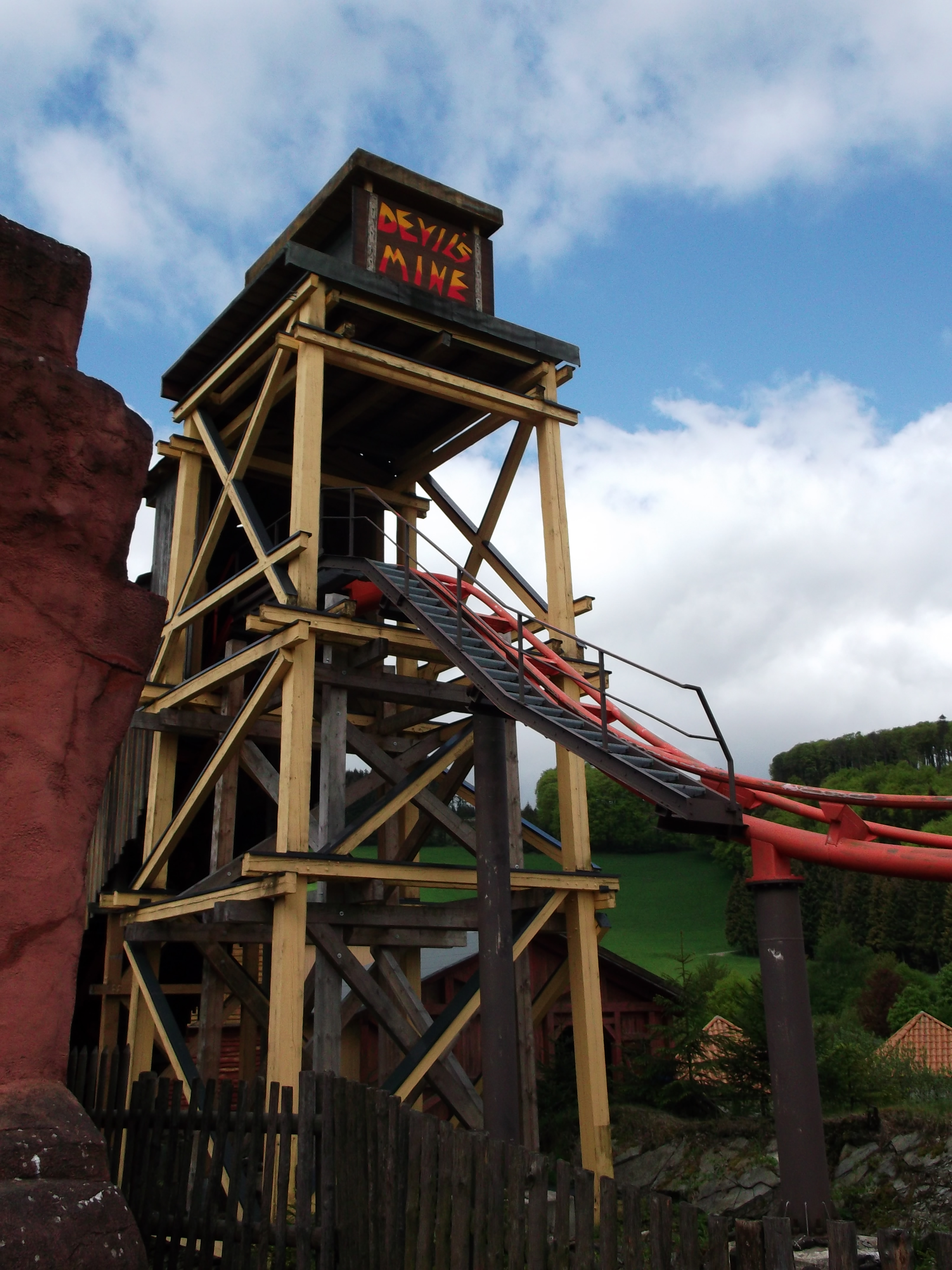
Devils Mine

Der Junior Coaster Custom ist eine der bedeutendsten Achterbahnen der Firma. Der Streckenverlauf ist nach den Vorstellungen der Auftraggeber gestaltet. Die Anlage wurde 28 Mal verkauft, damit ist der Typ der meistverkaufte Junior Coaster weltweit.
| Name                                                | Freizeitpark                                  | Eröffnung          | Schließung         | Land                       |
| --------------------------------------------------- | --------------------------------------------- | ------------------ | ------------------ | -------------------------- |
| Aérotrain Montanha Russa                            | Parc Saint-Paul Funcenter                     | 2014 1997          | 2012–2013          | Frankreich Portugal        |
| African Thunder Coaster Halilintar unbekannter Name | Fun World Kota Fantasi Kerry Leisureland      | 2013 2004 1995     | 2011 1997          | Indonesien Malaysia        |
| unbekannt Babylon                                   | Malibu Park Happylon                          | 2025 13. März 2010 | 1. März 2017       | Georgien Russland          |
| Barnstormer                                         | Walt Disney World Resort – Magic Kingdom      | 1996               |                    | Vereinigte Staaten         |
| Bulderbaan                                          | Bommelwereld                                  | 1.10.2025 (Im Bau) |                    | Niederlande                |
| Dark Coaster Space Adventure                        | Atlantis Land Kumdori Land                    | 2019 1993          | 2012               | Indonesien Südkorea        |
| Dark Ride                                           | E-DA Theme Park                               | 2010               |                    | Taiwan                     |
| Devils Mine Terror Train                            | Fort Fun Abenteuerland Planet FunFun          | 1996 1991          | 1995               | Deutschland Finnland       |
| Dragon                                              | Legoland California                           | 1999               |                    | Vereinigte Staaten         |
| Dragon                                              | Legoland Florida                              | 2004               |                    | Vereinigte Staaten         |
| Garuda Valley Hang Ten                              | Sun World Danang Wonders Freestyle Music Park | 2015 2008          | 2009               | Vietnam Vereinigte Staaten |
| Herky & Timmy’s Racing Coaster                      | Everland                                      | 2005               |                    | Südkorea                   |
| Laser Blaster                                       | Window on China Theme Park                    | 1993               |                    | Taiwan                     |
| Light Catcher                                       | Timezone                                      | 1995               |                    | Indonesien                 |
| Montanha Russa unbekannter Name                     | Neo Geo Family Playland Praia de Belas        | 2003 1993          | 1999 (oder früher) | Brasilien                  |
| Okidoki                                             | Bobbejaanland                                 | 2004               |                    | Belgien                    |
| Rioolrat                                            | Avonturenpark Hellendoorn                     | 1996               |                    | Niederlande                |
| Roller Coaster                                      | Amazing World                                 | 2005               |                    | Volksrepublik China        |
| Royal Scotsman                                      | Hansa-Park                                    | 1993               |                    | Deutschland                |
| Rugido del Jaguar Voltron                           | Xejuyup Planeta Primma                        | 2019 2010          | 2014–2016          | Guatemala                  |
| Shells Shuttle                                      | Haiyu Dreamland                               | 2009               |                    | Volksrepublik China        |
| Tigor Mountain Montanha Russa                       | Beto Carrero World Fantasy Place              | 2007 1995          | 2004               | Brasilien                  |
| Toos-Express                                        | Toverland                                     | 2001               |                    | Niederlande                |
| Vapor Trail                                         | Sesame Place                                  | 1998               |                    | Vereinigte Staaten         |
| VR Rollercoaster                                    | Oriental Pearl Tower                          | 1996               |                    | Volksrepublik China        |
| X-treme Coaster                                     | X-Site                                        | 1997               |                    | Philippinen                |
| Unbekannt Tatilya Express                           | Erbil Family Fun Tatilya                      | 2006–2009 1996     | 2006               | Irak Türkei                |
| Unbekannt                                           | Respublika                                    | 2021               |                    | Ukraine                    |
| Wandering Oaken’s Sliding Sleighs                   | Hong Kong Disneyland                          | November 2023      |                    | Volksrepublik China        |